# Стеллинг, Йос
Йос Сте́ллинг (нидерл. Jos Stelling; 16 июля 1945, Утрехт, Нидерланды) — нидерландский кинорежиссёр и сценарист.

## Биография
Родился 16 июля 1945 года в Утрехте (Нидерланды). Образование получил по специальности «режиссёр кино и телевидения». Кинематографический дебют Стеллинга — фильм «Марикен из Неймегена», который неожиданно был отобран в основную программу Каннского кинофестиваля 1975 года, и даже привлёк там определённое внимание публики.
В 1980-х годах наибольшее признание у критиков заслужили ленты «Иллюзионист» (1984), «Стрелочник» (1986) и «Летучий голландец» (1995), снискавшие ряд наград на кинофестивалях.
В 2000-х годах в своих фильмах Стеллинг нередко снимает российских актёров. В частности, главную роль в фильме «Душка» (2007 год) сыграл Сергей Маковецкий, в картине 2012 года «Девушка и смерть» снимаются тот же Маковецкий, а также Леонид Бичевин, Рената Литвинова, Светлана Светличная, Максим Ковалевский.
Стеллинг владеет двумя артхаусными кинотеатрами в Утрехте — Springhaver (с 1978 года) и Louis Hartlooper Complex (с 2004 года).

## Фильмография
- 1974 — «Марикен из Неймегена» / Mariken van Nieumeghen
- 1975 — «Элкерлик» / Elkerlyc
- 1977 — «Рембрандт: Портрет 1669» / Rembrandt fecit 1669
- 1981 — «Притворщики» / De Pretenders
- 1983 — «Иллюзионист» / De Illusionist
- 1986 — «Стрелочник» / De Wisselwachter
- 1995 — «Летучий голландец» / De Vliegende Hollander
- 1996 — «Зал ожидания» / De Wachtkamer (короткометражный)
- 1999 — «Ни поездов, ни самолётов» / No Trains No Planes
- 2000 — «Бензоколонка» / The Gas Station (короткометражный)
- 2003 — «Галерея» / The Gallery (короткометражный)
- 2007 — «Душка» / Duska
- 2010 — «Визит» / Het bezoek (короткометражный)
- 2012 — «Девушка и смерть» / The Girl and Death
- 2022 - "Танец Наташи" / De Dans van Natasja